# Deutsch-philippinische Beziehungen
Der Beginn der Deutsch-philippinischen Beziehungen geht auf die zweite Hälfte des 19. Jahrhunderts zurück. Seit den 1990er Jahren haben insbesondere die wirtschaftlichen Beziehungen an Dynamik gewonnen. In Deutschland gibt es eine wachsende philippinische Diaspora.

## Geschichte

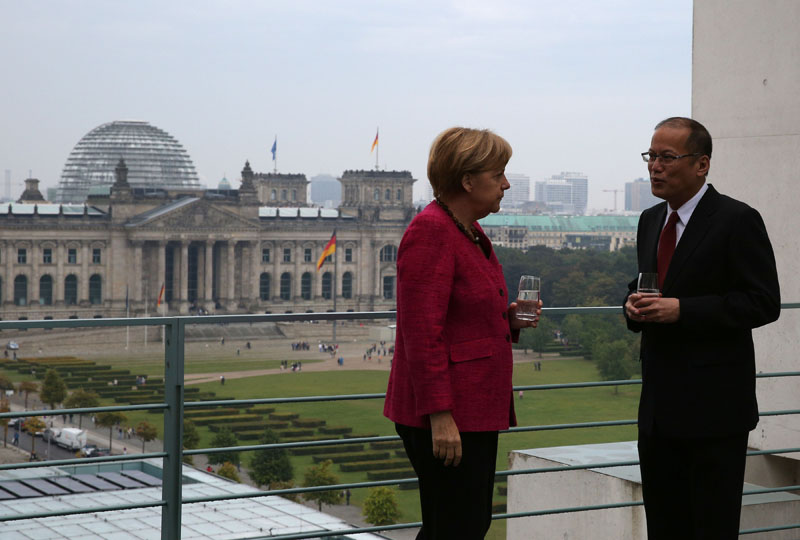
Treffen von Angela Merkel mit Benigno Aquino III. in Berlin (2014)

Die Stadtstaaten Hamburg und Bremen eröffneten Mitte des 19. Jahrhunderts Konsulate in Manila. 1867 richtete der Norddeutsche Bund ein Konsulat auf den Philippinen ein. Der philippinische Nationalheld und Unabhängigkeitsaktivist José Rizal lebte Ende des 19. Jahrhunderts in Deutschland und studierte in Heidelberg. Er beendete in Deutschland seinen berühmten Roman Noli Me Tangere und veröffentlichte ihn mithilfe von Professor Ferdinand Blumentritt. An dem Haus, in dem Rizal in Berlin lebte, ist eine Gedenktafel angebracht. Eine lebensgroße Statue von Rizal steht heute im Park von Wilhelmsfeld bei Heidelberg.
Nach der Unabhängigkeit der Philippinen nahm die Bundesrepublik Deutschland (BRD) im Jahre 1954 offizielle Beziehungen mit dem Land auf und begann in den 1960er Jahren mit der Anwerbung von Gastarbeitern aus dem Land. Nach der Aufgabe der Hallstein-Doktrin unter Willy Brandt unterhielt das Land von 1973 bis zur deutschen Wiedervereinigung auch offizielle diplomatische Beziehungen zur Deutschen Demokratischen Republik (DDR). Ab den 1990er Jahren wurden besonders die wirtschaftlichen Beziehungen intensiviert und mehr deutsche Unternehmen wurden im Land aktiv, welches zu einem weltweit bedeutenden Standort für das Outsourcing von Dienstleistungen aufgestiegen ist.

## Wirtschaftliche Beziehungen
Deutschland ist in Europa der wichtige Handelspartner und Investor in den Philippinen. Die Deutsch-Philippinische Industrie- und Handelskammer besteht seit 2008. Das Gesamtvolumen des Handels zwischen beiden Ländern belief sich im Jahr 2021 auf 5,1 Milliarden Euro, womit die Philippinen den 51. Platz in der Rangliste der deutschen Handelspartner belegten.

## Migration
In Deutschland lebten 2019 knapp 62.000 Migranten aus den Philippinen. Dazu gehören Mitarbeiter im Gesundheitswesen und in der maritimen Wirtschaft sowie eine Reihe von Frauen, die mit deutschen Männern verheiratet sind, die sie über internationale Heiratsagenturen kennengelernt haben. Migranten aus dem Land gelten als gut in die Deutsche Gesellschaft integriert. Unter den Migranten in Deutschland besteht ein deutlicher Frauenüberschuss. Zu den bekannten Deutschen mit philippinischer Abstammung gehören der Fußballspieler Stephan Schröck, die Sängerin Vanessa Struhler und der Rapper Kenneth Glöckler.
Die deutsche Besiedlung der Philippinen begann während der Kolonialzeit, als das Deutsche Reich versuchte, die Philippinen zu erwerben. 1906 wurde der Deutsche Klub in Manila etabliert. 2009 wurde die Größe der deutschen Gemeinde im Land auf 4000 bis 6000 Personen geschätzt. Zu den bekannten Filipinos deutscher Abstammung gehören die Politikerinnen Sara Duterte und Pia Cayetano sowie Model und Schauspielerin Pia Wurtzbach.

## Kultur und Bildung
1983 wurde ein bilaterales Kulturabkommen zwischen beiden Ländern unterzeichnet. Deutsche und philippinische Institutionen unterhalten enge Kontakte im Bereich der Kultur. Auch im kirchlichen Bereich sind die Beziehungen eng. So kommt es regelmäßig zum Auftritt philippinischer Chöre in Deutschland. Es gibt knapp 100 deutsch-philippinische Vereine, Gesellschaften und Organisationen in Deutschland.
Das Goethe-Institut, das DAAD-Lektorat, die Gesellschaft für Internationale Zusammenarbeit sowie fünf der politischen Stiftungen sind in den Philippinen präsent. Es gibt in Manila die Deutsche Europäische Schule.

## Diplomatische Standorte
- Deutschland hat eine Botschaft in Manila.[11]
- Die Philippinen haben eine Botschaft in Berlin und Generalkonsulat in Frankfurt am Main.[12]

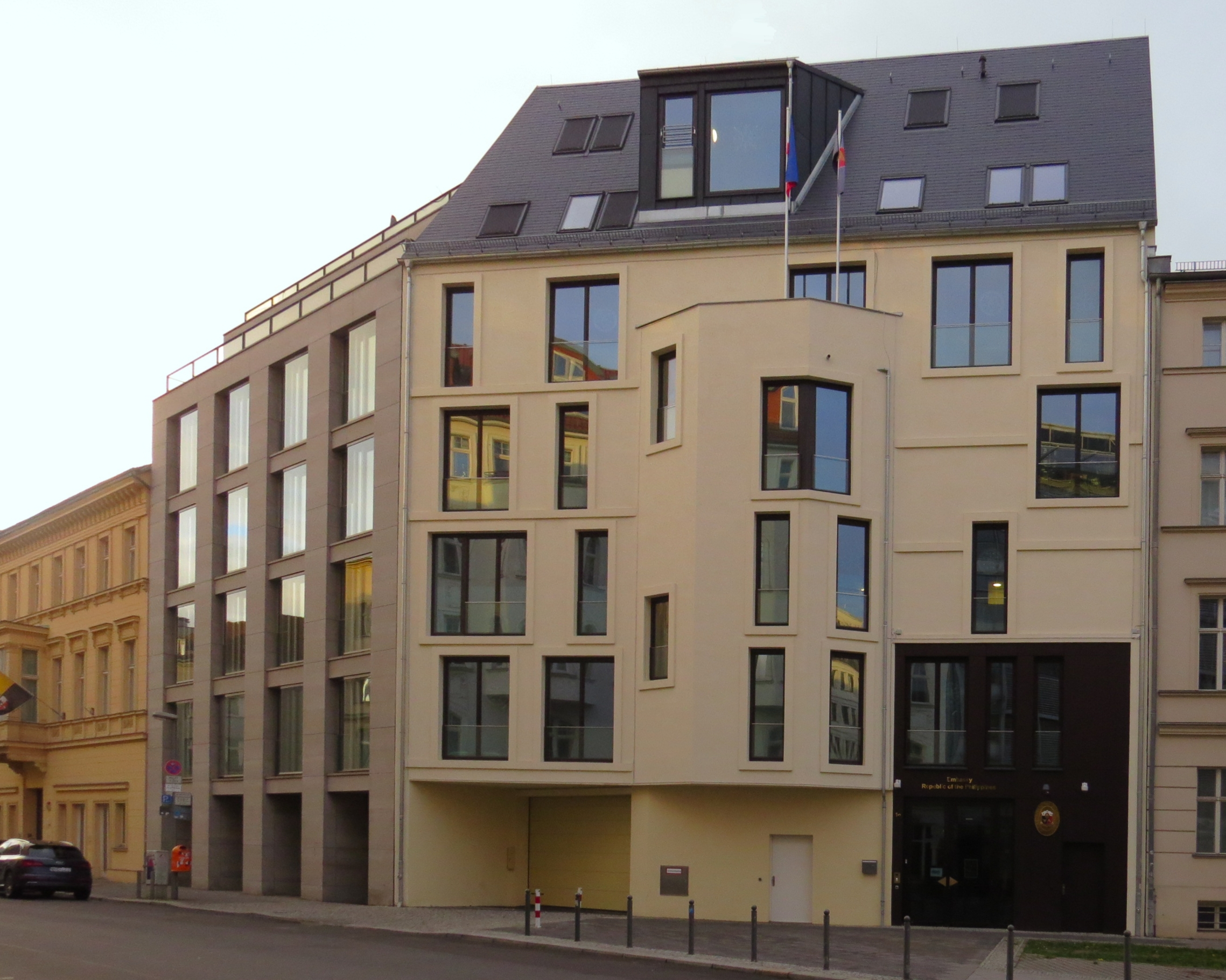
Philippinische Botschaft in Berlin